# Antoni Gavaldà Baldrich
Antoni Gavaldà Baldrich (Reus, segle XVII - 1739) va ser un metge i polític català.
Fill d'Antoni Gavaldà, també metge a Reus, tenia diversos horts i immobles a la vila. Botifler convençut, el seu nom consta en una llista elaborada l'any 1713, que transcriu Saldoni Vilà, historiador reusenc: "Notícia dels que protestaren en la vila de Reus contra la casa de Àustria, en poder de Pere Gay, notari de la mateixa vila, consta amb acte fet i firmat, per defensar la casa real de Felip V, nostre llegítim rey", tot i que el 1706 era síndic i el 1711 era conseller al Consell municipal de la vila, encara austriacista, i ho tornà a ser el 1716, abans de l'aplicació del Decret de Nova Planta que regulava també l'elecció d'alcaldes i regidors. El 1714, en un desplaçament a Tarragona, va ser fet presoner pels austriacistes que feien batudes pel Camp, i li exigiren un fort rescat per a alliberar-lo. Antoni Gavaldà en pagà només una part, amb la promesa de donar la resta una vegada arribat a casa seva, cosa que no complí. Quan el guerriller Carrasclet va entrar a Reus el 1719, dos dels oficials de la seva tropa van buscar la casa d'Antoni Gavaldà "disposats a saquejar-la i cremar-la" per no haver satisfet la totalitat dels diners exigits. Però Pau de Miró, parent de la seva dona, va pagar el deute i els guerrillers es van donar per satisfets. Vinculat a l'ajuntament reusenc, el 1716 era receptor dels drets dels forns de la vila i el 1720 receptor dels de les carnisseries. Els primers dies del mes de febrer de 1724 es van fer a Reus unes grans festes amb motiu de la coronació de Lluís I per l'abdicació del seu pare Felip V. L'alcalde Gabriel de Simó va ordenar que a les nits es posessin llums a les finestres de les cases per a il·luminar els carrers, ja que no hi havia il·luminació pública, per tal que la gent pogués assistir als balls de nit de la plaça del Mercadal. Antoni Gavaldà s'hi negà, ja que no acceptava la dimissió de Felip V al que considerava el millor rei. Pel maig d'aquell mateix any es va descobrir que desviava aigua de la Mina de l'Aigua Nova per regar els seus horts, però no es va poder demostrar que en fos responsable. El 1725 era secretari de l'ajuntament de Reus i el 1727 era metge del governador militar de Tarragona, des d'on va emprendre una campanya de visites a diversos pobles del Camp per a controlar possibles epidèmies. El 14 de gener de 1737 el rei Felip V, pels serveis i la lleialtat que havia mostrat durant "las turbaciones" de Catalunya, en les quals va ser "perseguido y preso y desterrado y padeció pérdida de sus bienes, li va concedir el privilegi de cavaller, però no el va fer efectiu en vida. Va morir segurament el 1739.
Casat amb Maria Simó de Miró, va tenir diversos fills. Una filla, Maria Antònia Gavaldà Simó, va professar de molt jove al convent de monges carmelites que hi havia a la plaça de Prim a Reus. Una germana seva, Teresa Gavaldà Baldrich, coneguda a l'orde carmelità com a Maria Teresa de Sant Josep, va ser priora d'aquest convent durant cinc triennis. Un fill, Antoni Gavaldà Simó, l'hereu, era doctor en Dret i el 1774 va adquirir la condició de cavaller que Felip V havia concedit al seu pare.